# Vân Tùng (nhạc sĩ)
Vân Tùng (sinh năm 1935) là một nhạc sĩ nhạc vàng Việt Nam. Ông là tác giả của ca khúc Ngày sau sẽ ra sao nổi tiếng qua tiếng hát của Hoàng Oanh.

## Cuộc đời
Ông tên thật là Ngô Văn Phải, sinh năm 1935 tại Sài Gòn. Năm 1962, ông bắt đầu viết nhạc và tham gia Cục Tâm lý chiến từ khá sớm. 
Sau năm 1975, ông sang Hoa Kỳ định cư và sáng tác rất ít. Ông sống rất kín tiếng, nên có khá ít thông tin về ông. Có người nhầm lẫn "Vân Tùng" là bút danh của nhóm Lê Minh Bằng trong một thời gian dài.
Tháng 12 năm 2018, ca sĩ Lệ Quyên có đến tìm gặp ông để xin phép cho cô hát bài Ngày sau sẽ ra sao và được ông viết giấy đồng ý. Tuy nhiên, do bài hát chưa được cấp phép tại Việt Nam, nên cô không thể đưa bài hát này vào CD của mình.

## Sáng tác
- Ai thương đời lính (1966)
- Bốn mùa thương nhớ (1966)
- Cho tôi nhớ lại một người
- Cớ sao em buồn
- Đêm ngoại ô (1967)
- Đẹp chiều Thủ Đô
- Giấc mộng đêm Xuân
- Giây phút tiễn đưa
- Kỷ niệm một mùa xuân (1967)
- Kẻ ở người đi
- Mang theo kỷ niệm vào đời (1965)
- Mỗi người một tâm sự (1967)
- Một phút suy tư (1965)
- Mưa chiều phố vắng
- Ngày cách biệt (1965)
- Ngày sau sẽ ra sao (1964)[3]
- Thu tím lá vàng (1964)
- Yêu không nói (1963)